# Lasse Westman
Lasse Westman, ursprungligen Lars Gerhard Vestman, född 27 september 1938 i Sunne församling, Jämtland, är en svensk regissör och filmfotograf som även har arbetat med manus, klippning och ljud.

## Biografi
Lasse Westman är född i byn Nysved i Sunne församling i nuvarande Östersunds kommun. Hans mor hade hönseri och fick i mycket bidra till familjens försörjning. Enligt egen uppgift blev han mycket tidigt intresserad av bild genom en farbror som var missionär och visade skioptikonbilder vilket inspirerade till att han gjorde egna små "filmer" av ihopklistrade seriestrippar. Han började tidigt arbeta som typograf och började rita skämtteckningar för bland annat tidskrifterna Lektyr, Se och Expressen med signaturen Dubbelwe. Arvodena gjorde att han kunde komma in på konstskola vid Stiftelsen Kursverksamheten och senare vid Beckmans konstskola. 1964 kom han i kontakt med författaren Sven Wernström och tillsammans gjorde de en film för en tävling i TV. Resultatet blev filmen "Vad sa kinesen?". 
För vinstpengarna köpte han en egen filmkamera av märket Paillard-Bolex som kommit att hänga med honom under åren. Sin första egna film, en halvdokumentär, gjorde han om sin son Pierre (f. 1959) "Var har du varit? - Ingenstans - Vad har du gjort? - Ingenting". Han fick in en fot vid TV där han kom i kontakt med Lars Bäckström (f. 1926), som tidigare varit verksam i Uppsala Studenters Filmstudio, och som enligt Westman betytt mycket för svensk kortfilm. Med Wernström reste han till Kuba 1966 och gjorde en serie filmer. Till del finansierades filmandet av skriva reportageartiklar för Lektyr och teckningar för Se. Han gick sedan Dokumentärfilmskolan 1967 och kom att göra en serie filmer i Afrika. Enligt enligt utsaga fick han sparken från TV för filmen "Löpande band" 1969 som skildrade arbetsförhållandena vid L M Ericsson.
Flera av hans filmer har skildrat nära familjemedlemmar. 1979 gjorde han "Födelsen" som handlade om födseln av hans son Dan (f. 1978) som han fick i sitt dåvarande äktenskap med Gudrun Schyman. Filmen följdes upp av ytterligare en film om denne "Jag kan, jag vill, jag törs" 1980. Den mest uppmärksammade av dessa familjefilmer är filmen "Se Döden" 1991 som handlade om  modern Karin Westmans (1900–1988) sista 20 år i livet fram till döden på långvården i Östersund. Enligt egen uppgift hade han börjat samla material redan vid 16 års ålder och efter 37 år var den klar att visas i TV efter 3 års klipparbete. Filmen väckte mycket diskussion internt på TV innan den kunde visas den 17 november 1991 i Kanal 1. Filmen väckte starka reaktioner hos både kritiker och åskådare.
År 1994 gjorde han tillsammans med Janne Forsell "Jorden Runt" i 43 delar för SVT. 30 avsnitt finns översatta till engelska och har visats vid ett hundratal tillfällen i bland annat Travel Channel, Rai Uno och i ett flertal andra TV-kanaler. En av de mest sålda programserierna ur SVT:s utbud. 
2001 kom han åter i offentligheten genom en löpsedel i Expressen som hävdade "Gudrun Schyman spelar in erotisk film med exman:  Man ska bli kåt". Högsta Domstolen beslutade så småningom slutgiltigt 2003 att det handlade om förtal och tidningen fälldes för löpsedeln med friades för ett par artikelrubriker efter att tidigare blivit frikänd i Tingsrätten men fälld i Hovrätten (Expressen 5.12.2003).

## Filmografi (urval)
- 1966 – Habla Fidel (regi)
- 1968 – Sanningen om Båstad (regi)
- 1970 – Kamrater, motståndaren är välorganiserad (regi, foto och klippning)
- 1991 - Se Döden
- 1994 – Jorden runt (foto) i 43 delar.Även översatt till engelska och visats i flera europeiska tv-kanaler.
- 1994 – Maria och kärleken (foto)
- 2000 – Gå på vatten (regi och foto)

## Bilder

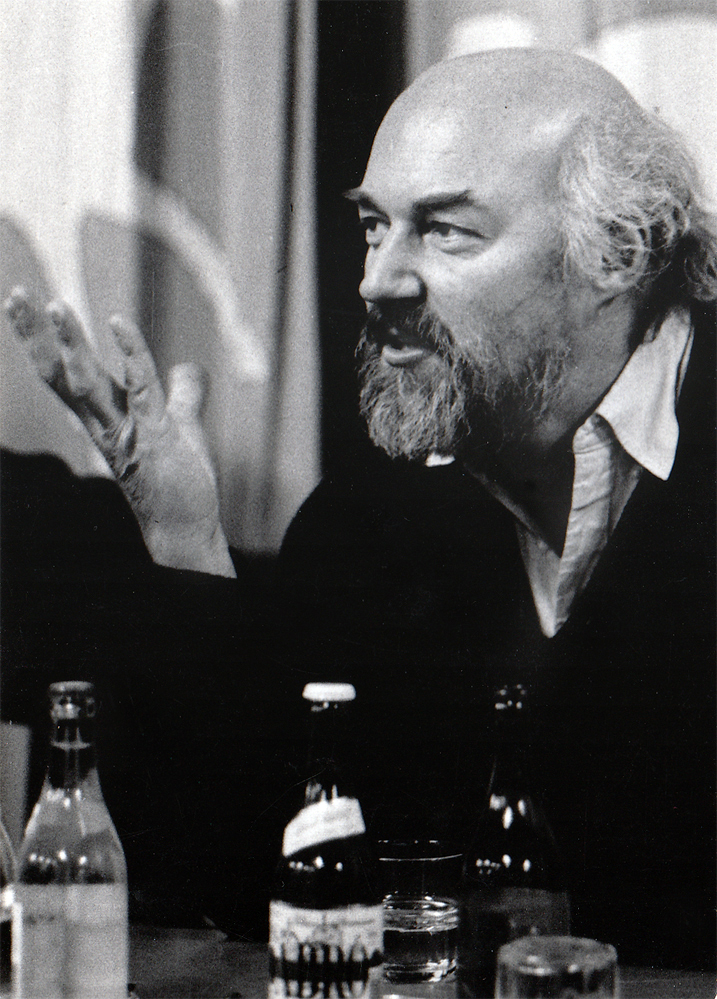
Lars Westman under ett seminarium på Folkets Bio i Malmö 1987.

### Fotnoter
1. ↑  Sunne Kyrkoarkiv (Z) Födelsebok C:6 sid 91
2. ↑  ”Lasse Westman”. Svensk Filmdatabas. http://sfi.se/sv/svensk-filmdatabas/Item/?type=PERSON&itemid=103155&ref=%2ftemplates%2fSwedishFilmSearchResult.aspx%3fid%3d1225%26epslanguage%3dsv%26searchword%3dlasse+westman%26type%3dPerson%26match%3dBegin%26page%3d1%26prom%3dFalse. Läst 25 juli 2012.
3. ↑  ”Jorden Runt - Svensk Filmdatabas.”. https://www.svenskfilmdatabas.se/sv/item/?type=film&itemid=21790.
4. ↑  ”Lasse Westman i Flamman 2005.”. http://flamman.se/a/fotografer-skall-halla-kaften.